# 阿爾勒人競技俱樂部
阿勒斯人體育會（法語：Athletic Club Arlésien，簡稱阿勒斯）是位於法國南部羅訥河口省阿爾勒的足球會，於2010年遷移到鄰近的市鎮亞維農並採納為名，並更改球會名字為阿勒斯-亞維農體育會（Athlétic Club Arles-Avignon）。在2005至2010年期間的五個球季，阿勒斯成功四度升班，由第五級的業餘乙組聯賽升班到第一級法甲，並駐紮於亞維農的帕尔克球场（法語：Parc des Sports）。2015年因財政困難，畢竟為列法乙榜末，更被法國足總勒令直接降班至業餘聯賽，球會從此退出職業足球舞台。2016年將球會名字改回原名，亦因此搬回阿勒斯細小的科尼亞球場。

## 歷史
阿萊斯於1913年由三間體育會「la Pédale joyeuse」、「Arles Auto-vélo」及「Arles Sports」合併成立，在1970年代於法乙與法丙之間浮沉，曾分別於1970年及1973年闖進法國盃八強階段。
2009年阿萊斯在四年內第三度升班至法乙，而球隊亦離開根據地阿爾勒進駐鄰近亞維農的帕尔克球场，並更名阿尔勒-阿维尼翁及採用新會徽，亞維農當地的球隊「亞維農84」（Avignon Foot 84）在低級別聯賽參賽，而阿爾勒又沒有具規模的合適球場，因而促成搬遷協議。
2012年曾升班法甲，但僅戰一季便降班收場。2015年，由於球會為了衝甲過度發展，引致財政危機，在法乙亦只能包尾，更被勒令退出職業聯賽。2016年改回原名Athlétic Club Arlesien。

## 榮譽
- Division Honneur Sud-Est Ouest (3)
  - 冠軍：1957年、1964年、1965年；
  - 亞軍：1962年；

- Division Honneur Sud-Est Languedoc (3)
  - 冠軍：1954年、1958年、1959年；

- Division Honneur Régionale (1)
  - 冠軍：2010年；

- Coupe de Provence (2)
  - 冠軍：1943年、1985年；
  - 亞軍：1977年、2010年；

## 著名球員
- 施斯（Djibril Cissé）
- 基維（Gaël Givet）
- 巴辛拿斯（Angelos Basinas）

## 外部連結
- 官方網站 （页面存档备份，存于）（法文）